# Медзомерико
Медзомерѝко (на италиански: Mezzomerico, на местен диалект: Mismarich, Мизмарик) е село и община в Северна Италия, провинция Новара, регион Пиемонт. Разположено е на 266 m надморска височина. Населението на общината е 1215 души (към 2015 г.).